# Gonomyia basispina
Gonomyia basispina är en tvåvingeart som beskrevs av Alexander 1979. Gonomyia basispina ingår i släktet Gonomyia och familjen småharkrankar.
Artens utbredningsområde är Panama. Inga underarter finns listade i Catalogue of Life.